# فرنسيس باتلر
فرنسيس باتلر (بالإنجليزية: Francis Butler)‏ هو طبيب بيطري أمريكي، ولد في 1810، وتوفي في 1874.